# Lars-Åke Persson
Lars-Åke Persson, född 23 oktober 1935 i Nors församling, död 19 februari 2019 i Helsingborg, var en svensk militär.
Lars-Åke Persson var son till lantbruksdirektör Albin Persson och Elsa Svanberg. Han blev officer 1958, kapten vid Göta ingenjörregemente 1966 samt anställd i generalstabskåren 1967 och knuten till försvarsstaben. Persson blev 1972 major i generalstabskåren och vid Svea ingenjörregemente, 1974 överstelöjtnant i generalstabskåren och avdelningschef vid försvarsstaben, anställdes 1978 vid Bodens ingenjörregemente, blev avdelningschef i arméstaben 1979 och avdelningschef i försvarsstaben 1981. Han var överste och chef för Göta ingenjörregemente 1982–1984 och chef för Svea ingenjörregemente 1984–1989. Persson stod 1990 till arméchefens förfogande. Han var 1991–1993 överste av första graden och chef för Arméns fältarbetscentrum.